# Peremojne, Lutuhîne
Peremojne (în ucraineană Переможне) este un sat în așezarea urbană Heorhiivka din raionul Lutuhîne, regiunea Luhansk, Ucraina.

## Demografie
Componența lingvistică a localității Peremojne
     Ucraineană (86,13%)
     Rusă (13,72%)
     Alte limbi (0,15%)
Conform recensământului din 2001, majoritatea populației localității Peremojne era vorbitoare de ucraineană (86,13%), existând în minoritate și vorbitori de rusă (13,72%).